# 马恩河畔韦西尼厄勒
马恩河畔韦西尼厄勒（法語：Vésigneul-sur-Marne，法語發音：[veziɲœl syʁ maʁn]）是法国马恩省的一个市镇，属于香槟沙隆区。

## 地理
马恩河畔韦西尼厄勒（48°52'17"N, 4°27'34"E）面积7.86 平方千米，位于法国大東部大區马恩省，该省份为法国东北部内陆省份，北起阿登省，西北接埃纳省，西南接塞纳-马恩省，南至奥布省，东南接上马恩省，东临默兹省。
与马恩河畔韦西尼厄勒接壤的市镇（或旧市镇、城区）包括：马恩河畔迈里、马尔松、波尼、圣日耳曼城、托尼欧伯夫。

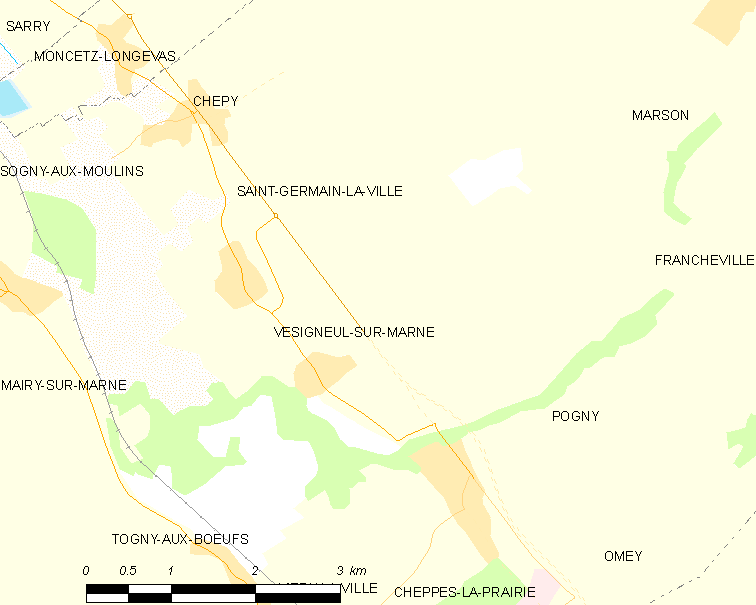
马恩河畔韦西尼厄勒的OSM定位图

马恩河畔韦西尼厄勒的时区为UTC+01:00、UTC+02:00（夏令时）。

## 行政
马恩河畔韦西尼厄勒的邮政编码为51240，INSEE市镇编码为51616。

## 政治
马恩河畔韦西尼厄勒所属的省级选区为香槟沙隆第三县。

## 人口

1962-2008年间马恩河畔韦西尼厄勒人口变化图示

马恩河畔韦西尼厄勒于2022年1月1日时的人口数量为236人。